# Łozowe (obwód chersoński)
Łozowe (ukr. Лозове) – wieś na Ukrainie, w obwodzie chersońskim, w rejonie berysławskim. W 2001 liczyła 34 mieszkańców.